# American Renaissance

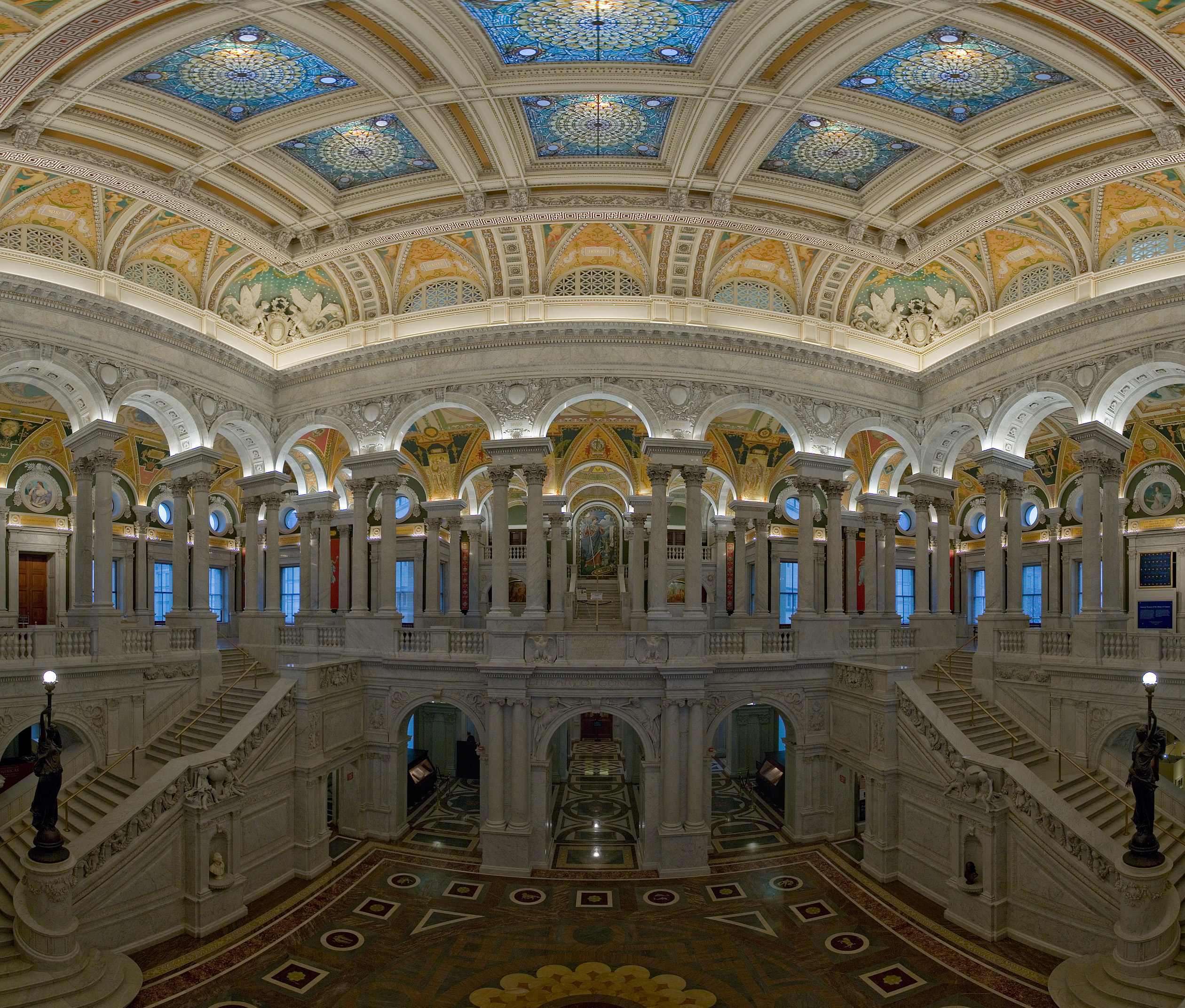
La sala lettura della Biblioteca del Congresso a Washington

L'American Renaissance è una corrente culturale e stilistica che si è manifestata nell'architettura e nelle arti degli Stati Uniti, in un periodo che va grosso modo dal 1870 al 1920, ed è stata alimentata da un sentimento di autostima della propria nazione che era considerata l'erede della democrazia greca, del diritto romano e dell'umanesimo rinascimentale. 
Questa sorta di revivalismo classicista per certi versi deriva o è molto simile al Classicismo dell'École des beaux-arts, è quindi una forma di tardo neoclassicismo con connotazioni eclettiche.
Uno degli esempi più magnificenti dell'American Renaissance è il palazzo della Biblioteca del Congresso a Washington progettato dagli architetti John L. Smithmeyer e Paul J. Peltz ed inaugurato il 1º novembre del 1897.

## Galleria d'immagini

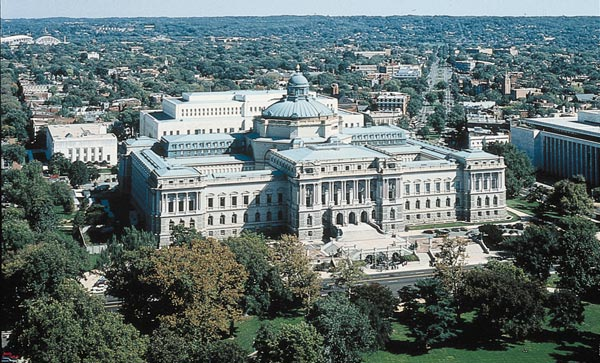
Il Thomas Jefferson Building (1890-1897) sede della Biblioteca del Congresso a Washington.
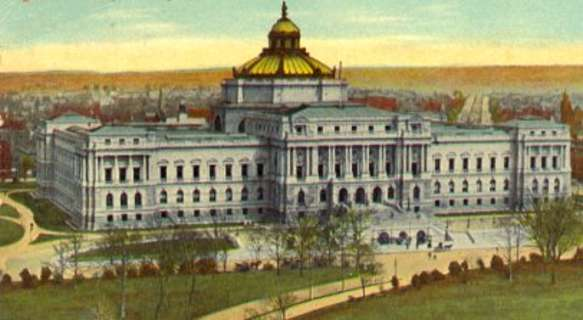
Il Thomas Jefferson Building in una cartolina degli inizi del XX secolo
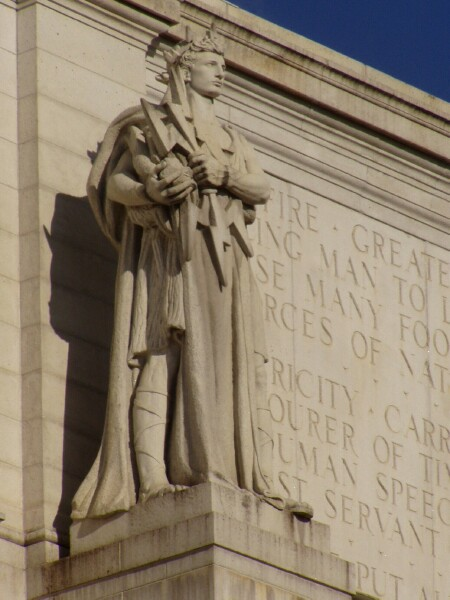
Statua di Talete, opera di Louis St. Gaudens, nella Union Station a Washington
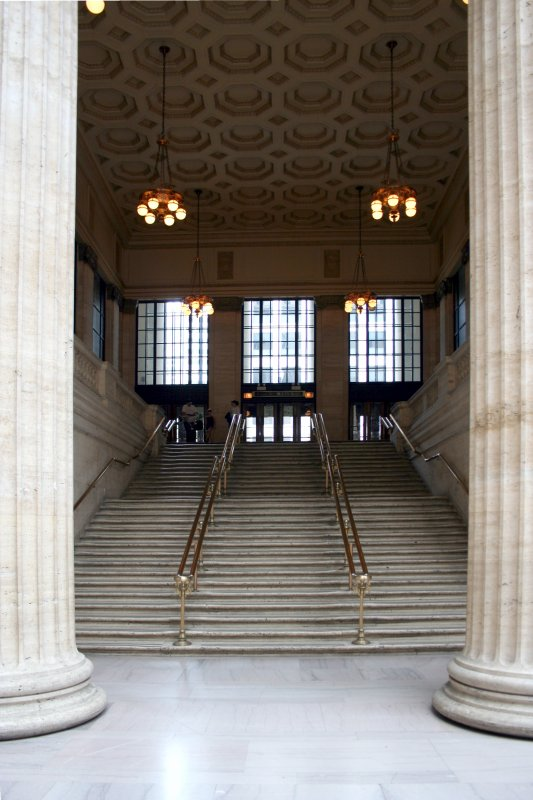
Lo scalone della Union Station di Chicago, 1925
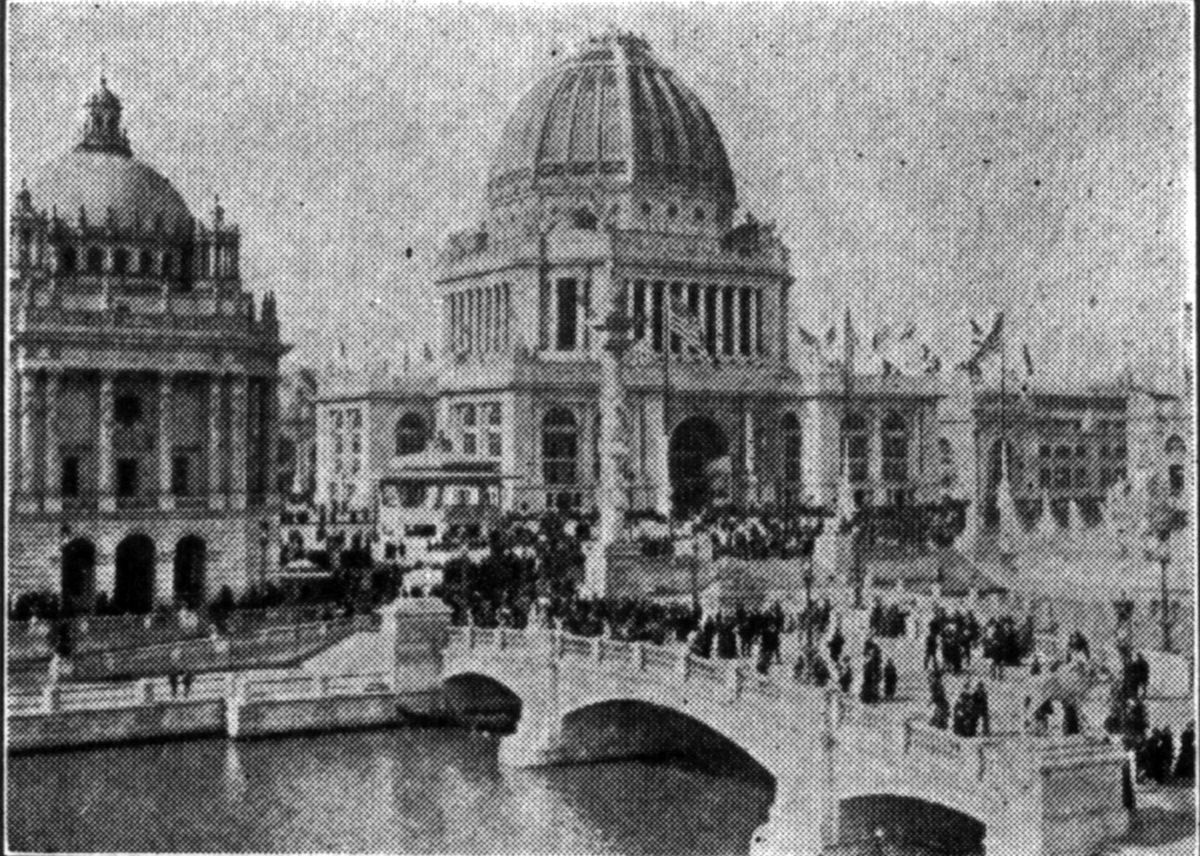
Il Palazzo amministrativo dell'Esposizione Universale di Chicago, 1893.
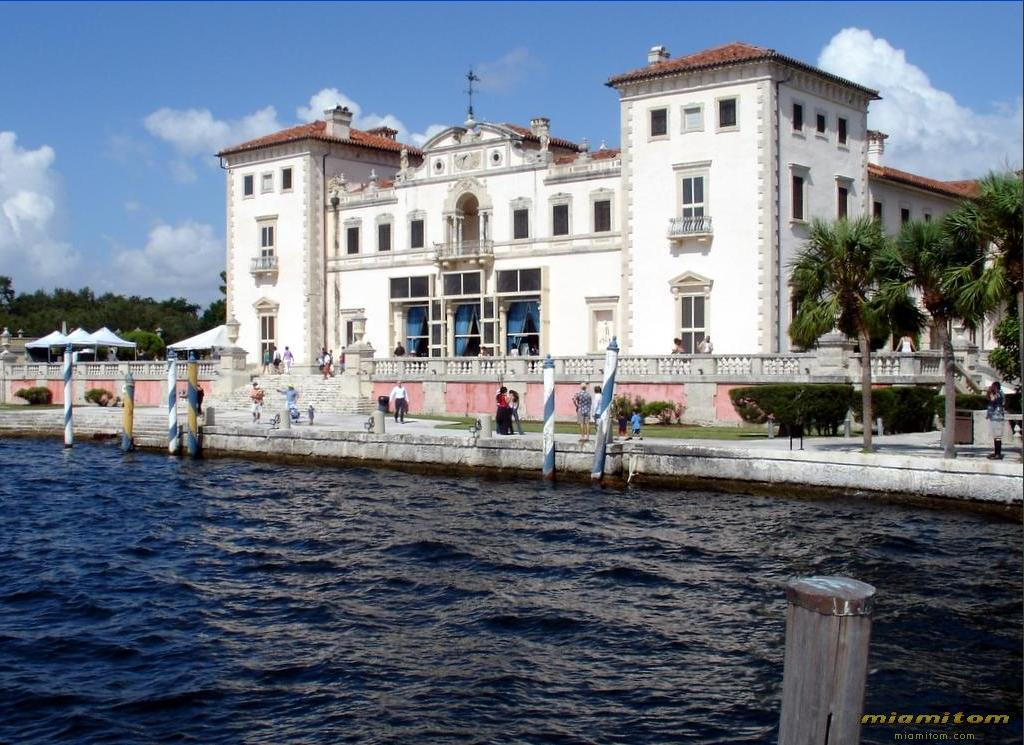
La Villa Vizcaya a Miami.
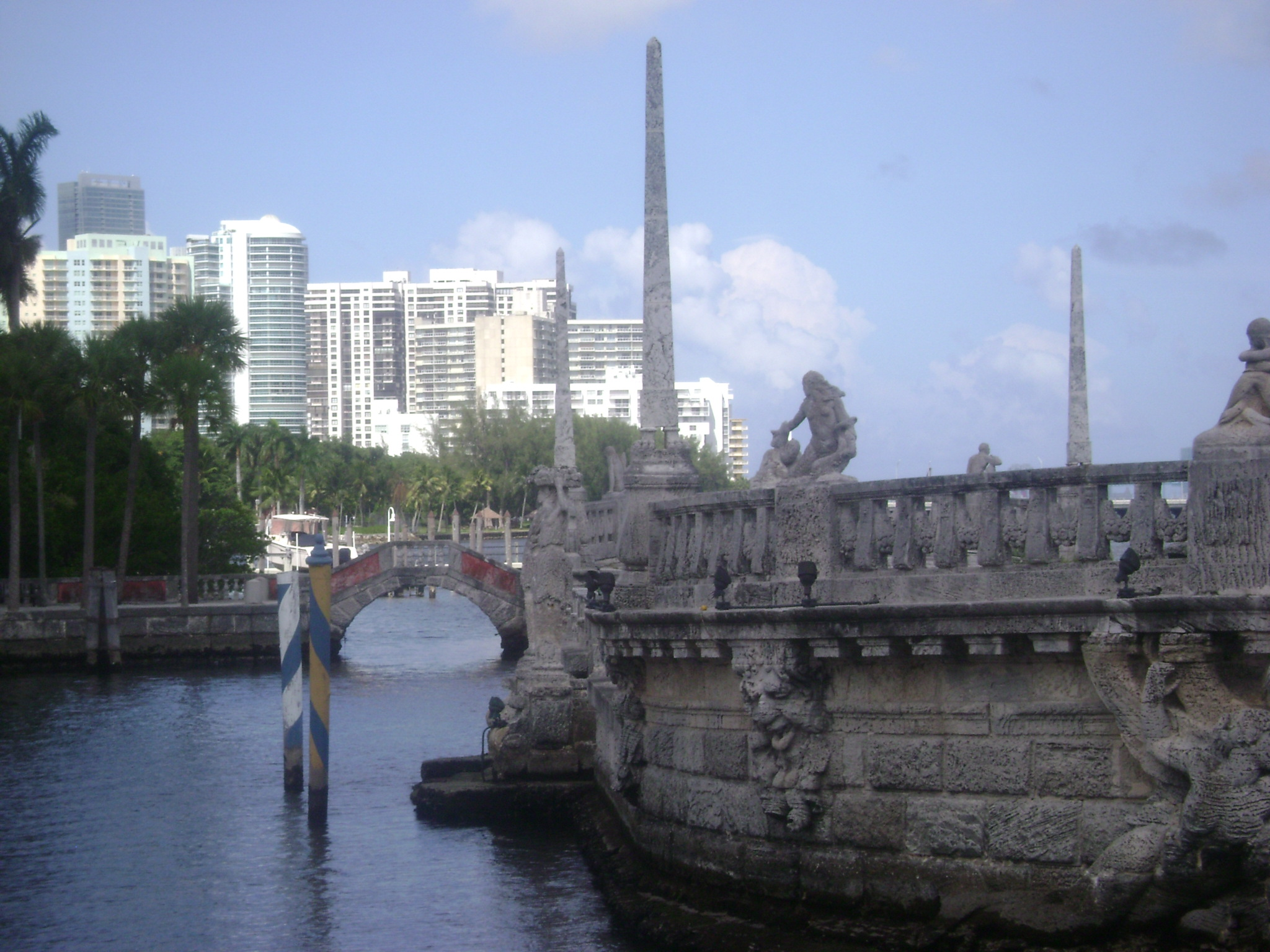
Villa Vizcaya particolare esterni.